# Lophoptera rubicunda
Lophoptera rubicunda là một loài bướm đêm trong họ Noctuidae.